# Meyna tetraphylla
Meyna tetraphylla là một loài thực vật có hoa trong họ Thiến thảo. Loài này được (Schweinf. ex Hiern) Robyns mô tả khoa học đầu tiên năm 1928.